# Campionati del mondo di sci nautico - velocità
I campionati del mondo di sci nautico per la specialità velocità si tengono con cadenza biennale a partire dal 1979 e sono organizzati separatamente dai campionati del mondo per le specialità classiche.
Nella competizione, organizzata dalla IWWF, sono assegnati il titolo assoluto femminile, maschile e a squadre.
I campioni più titolati sono l'australiano Wayne Mawer e le australiane Ann Proctor e Leanne Brown con tre titoli ciascuno. L'Australia risulta anche la nazione più titolata con dodici vittorie nella competizione a squadre.
| 1979 | Whitstable      |           |                   |                    |                    |
| 1979 | Whitstable      | femminile | Bronwyn Wright    | Kim Gooding        | Dawna Bryce        |
| 1979 | Whitstable      | maschile  | Wayne Ritchie     | Bill Rixon         | Stephen Coe        |
| 1979 | Whitstable      | squadra   | Australia         | Regno Unito        | Stati Uniti        |
| 1981 | Milano          |           |                   |                    |                    |
| 1981 | Milano          | femminile | Elizabeth Hobbs   | Debbie Lester      | Dawna Bryce        |
| 1981 | Milano          | maschile  | Danny Bertels     | Kurt Schoen        | Bryon Whipple      |
| 1981 | Milano          | squadra   | Stati Uniti       | Australia          | Regno Unito        |
| 1983 | Sydney          |           |                   |                    |                    |
| 1983 | Sydney          | femminile | Elizabeth Hobbs   | Debbie Lester      | Miriam Grignani    |
| 1983 | Sydney          | maschile  | Danny Bertels     | Alberto Todeschini | Rory Brown         |
| 1983 | Sydney          | squadra   | Stati Uniti       | Australia          | Regno Unito        |
| 1985 | Barcellona      |           |                   |                    |                    |
| 1985 | Barcellona      | femminile | Debbie Norblad    | Eva Ryan           | Marsha Mier        |
| 1985 | Barcellona      | maschile  | Mark Pickering    | Kurt Schoen        | Alberto Todeschini |
| 1985 | Barcellona      | squadra   | Stati Uniti       | Australia          | Regno Unito        |
| 1987 | Sydney          |           |                   |                    |                    |
| 1987 | Sydney          | femminile | Tania Williams    | Debbie Norblad     | Marsha Mier        |
| 1987 | Sydney          | maschile  | Steven Moore      | Ken Hoy            | Mike Avila         |
| 1987 | Sydney          | squadra   | Australia         | Stati Uniti        | Regno Unito        |
| 1989 | Lecco           |           |                   |                    |                    |
| 1989 | Lecco           | femminile | Marsha Fitzgerald | Leanne Hickey      | Debbie Norblad     |
| 1989 | Lecco           | maschile  | Ian Dipple        | Mike Avila         | Murray Brown       |
| 1989 | Lecco           | squadra   | Stati Uniti       | Australia          | Regno Unito        |
| 1991 | Darwin          |           |                   |                    |                    |
| 1991 | Darwin          | femminile | Debbie Norblad    | Leanne Hickey      | Leanne Brown       |
| 1991 | Darwin          | maschile  | Paul Robertson    | Ian Dipple         | Stefano Gregorio   |
| 1991 | Darwin          | squadra   | Australia         | Stati Uniti        | Italia             |
| 1993 | Vichy           |           |                   |                    |                    |
| 1993 | Vichy           | femminile | Leanne Brown      | Lori Dunsmore      | Debbie Norblad     |
| 1993 | Vichy           | maschile  | Kirk Book         | Carlo Cassa        | Stefano Gregorio   |
| 1993 | Vichy           | squadra   | Stati Uniti       | Australia          | Regno Unito        |
| 1995 | Anversa         |           |                   |                    |                    |
| 1995 | Anversa         | femminile | Leanne Brown      | Tracey Graziano    | Debbie Norblad     |
| 1995 | Anversa         | maschile  | Stefano Gregorio  | Carlo Cassa        | Danny Van De Ven   |
| 1995 | Anversa         | squadra   | Australia         | Regno Unito        | Belgio             |
| 1997 | Sydney          |           |                   |                    |                    |
| 1997 | Sydney          | femminile | Leanne Brown      | Joanne Hamilton    | Lori Dunsmore      |
| 1997 | Sydney          | maschile  | Wayne Mawer       | Stephen Robertson  | Darren Kirkland    |
| 1997 | Sydney          | squadra   | Australia         | Stati Uniti        | Regno Unito        |
| 1999 | Oropesa del Mar |           |                   |                    |                    |
| 1999 | Oropesa del Mar | femminile | Joanne Hamilton   | Tracey Graziano    | Cherie Williams    |
| 1999 | Oropesa del Mar | maschile  | Stephen Robertson | Darren Kirkland    | Micha Robijn       |
| 1999 | Oropesa del Mar | squadra   | Stati Uniti       | Regno Unito        | Australia          |
| 2001 | Las Vegas       |           |                   |                    |                    |
| 2001 | Las Vegas       | femminile | Ann Procter       | Ashley Lathrop     | Erin Saunders      |
| 2001 | Las Vegas       | maschile  | Stephen Robertson | Jamie Graziano     | Carlo Cassa        |
| 2001 | Las Vegas       | squadra   | Stati Uniti       | Australia          | Regno Unito        |
| 2003 | Long Beach      |           |                   |                    |                    |
| 2003 | Long Beach      | femminile | Ann Procter       | Tracey Graziano    | Deann Shannon      |
| 2003 | Long Beach      | maschile  | Marty Wells       | Stephen Robertson  | Filip Vervecken    |
| 2003 | Long Beach      | squadra   | Stati Uniti       | Australia          | Regno Unito        |
| 2005 | Hunstanton      |           |                   |                    |                    |
| 2005 | Hunstanton      | femminile | Kim Lumley        | Ann Procter        | Erin Saunders      |
| 2005 | Hunstanton      | maschile  | Todd Haig         | Karl Brooks        | Carlo Cassa        |
| 2005 | Hunstanton      | squadra   | Stati Uniti       | Australia          | Regno Unito        |
| 2007 | Rotorua         |           |                   |                    |                    |
| 2007 | Rotorua         | femminile | Ann Procter       | Kim Lumley         | Lauryn Eagle       |
| 2007 | Rotorua         | maschile  | Jason Walmsley    | Todd Haig          | Daniel Campbell    |
| 2007 | Rotorua         | squadra   | Australia         | Stati Uniti        | Nuova Zelanda      |
| 2009 | Anversa         |           |                   |                    |                    |
| 2009 | Anversa         | femminile | Kim Lumley        | Katelin Wendt      | Lauryn Eagle       |
| 2009 | Anversa         | maschile  | Wayne Mawer       | Todd Haig          | Chris Stout        |
| 2009 | Anversa         | squadra   | Stati Uniti       | Australia          | Regno Unito        |
| 2011 | Redcliffe       |           |                   |                    |                    |
| 2011 | Redcliffe       | femminile | Katelin Wendt     | Erin Saunders      | Kathrin Ortelib    |
| 2011 | Redcliffe       | maschile  | Chris Stout       | Peter Procter      | Troy Hooker        |
| 2011 | Redcliffe       | squadra   | Australia         | Stati Uniti        | Regno Unito        |
| 2013 | Tenerife        |           |                   |                    |                    |
| 2013 | Tenerife        | femminile | Trudi Stout       | Kathrin Ortlieb    | Erin De Yager      |
| 2013 | Tenerife        | maschile  | Wayne Mawer       | Todd Haig          | Codie Rigg         |
| 2013 | Tenerife        | squadra   | Australia         | Belgio             | Regno Unito        |
| 2015 | Wellington      |           |                   |                    |                    |
| 2015 | Wellington      | femminile | Leanne Campbell   | Adelaide Cox       | Kathrin Ortlieb    |
| 2015 | Wellington      | maschile  | Peter Proctor     | Daniel Graziano    | Todd Haig          |
| 2015 | Wellington      | squadra   | Australia         | Stati Uniti        | Austria            |
| 2017 | Seattle         |           |                   |                    |                    |
| 2017 | Seattle         | femminile | Chelsea Blight    | Kathrin Ortlieb    | Shantelle King     |
| 2017 | Seattle         | maschile  | Ben Gulley        | Todd Haig          | Daniel Graziano    |
| 2017 | Seattle         | squadra   | Australia         | --                 | --                 |
| 2019 | Vichy           |           |                   |                    |                    |
| 2019 | Vichy           | femminile | Ellen Jones       | Maddison Boyer     | Vicky Leysen       |
| 2019 | Vichy           | maschile  | Ben Gulley        | Todd Haig          | Tim Lisens         |
| 2019 | Vichy           | squadra   | Australia         | Belgio             | Stati Uniti        |